# Multi-indice
En mathématiques, les multi-indices généralisent la notion d'indice entier en permettant d'envisager plusieurs variables entières pour une indexation. L'utilisation des multi-indices a pour but de simplifier les formules qu'on rencontre dans le calcul à plusieurs variables, que ce soit pour le calcul polynomial ou en analyse vectorielle.
Un multi-indice de taille n est un vecteur
{\displaystyle \alpha =(\alpha _{1},\alpha _{2},\ldots ,\alpha _{n})}
à coefficients {\displaystyle \alpha _{i}} entiers positifs.
Au multi-indice α est associé
sa longueur (parfois appelée module) {\displaystyle |\alpha |}, définie par :
{\displaystyle |\alpha |\ =\ \sum _{k=1}^{n}\alpha _{k}\ =\ \alpha _{1}\ +\ \dots \ +\ \alpha _{n}}
Il convient de préciser que les multi-index peuvent représenter des sous-ensembles de k éléments pris dans n, déterminés par le calcul combinatoire.

## Notations adaptées
On utilise pour un vecteur {\displaystyle \mathbf {x} } de composantes {\displaystyle x_{1},\dots ,x_{n}},
une notation sous forme d'exponentiation pour représenter le calcul polynomial
{\displaystyle \mathbf {x} ^{\alpha }=x_{1}^{\alpha _{1}}x_{2}^{\alpha _{2}}\ldots x_{n}^{\alpha _{n}}=\prod _{k=1}^{n}x_{k}^{\alpha _{k}}}
Et on peut introduire l'opérateur différentiel
{\displaystyle \partial ^{\alpha }:=\partial _{1}^{\alpha _{1}}\partial _{2}^{\alpha _{2}}\ldots \partial _{n}^{\alpha _{n}}\qquad {\hbox{avec}}\qquad \partial _{i}^{j}:={\frac {\partial ^{j}}{\partial x_{i}^{j}}}.}
Il faut prendre garde à n'utiliser cette notation que dans le cas de fonctions pour lesquelles l'ordre des dérivations n'importe pas (c'est-à-dire vérifiant par exemple les conditions du théorème de Schwarz).
Plus généralement, on peut définir un opérateur différentiel d'ordre N pour n variables par une formule telle que
{\displaystyle P(\partial )=\sum _{|\alpha |\leq N}{}{a_{\alpha }(x)\partial ^{\alpha }}}
Pour écrire les formules classiques, on introduit une multi-factorielle généralisant la factorielle :
{\displaystyle \alpha \,!\ =\ \prod _{k=1}^{n}(\,\alpha _{k}\,!\,)\ =\ \alpha _{1}\,!\ \times \ \dots \ \times \ \alpha _{n}\,!}
Et il est possible de généraliser les coefficients binomiaux :
{\displaystyle {\alpha  \choose \beta }={\frac {\alpha !}{(\alpha -\beta )!\,\beta !}}={\alpha _{1} \choose \beta _{1}}{\alpha _{2} \choose \beta _{2}}\ldots {\alpha _{n} \choose \beta _{n}}}
Les coefficients multinomiaux peuvent également s'écrire à l'aide d'une notation multi-indice :
{\displaystyle {\binom {k}{\alpha }}={\frac {k!}{\alpha _{1}!\alpha _{2}!\cdots \alpha _{n}!}}={\frac {k!}{\alpha !}}} où {\displaystyle |\alpha |=k\,}
Enfin pour décrire les domaines d'indexation il est utile de donner une relation d'ordre partielle sur les multi-indices
{\displaystyle \alpha \leq \beta \quad \Longleftrightarrow \quad \forall i\in [\![1;n]\!],\quad \alpha _{i}\leq \beta _{i}\quad }

## Application à des formules usuelles
Avec ces notations un certain nombre de formules classiques s'écrivent de façon relativement compacte et admettent des généralisations vectorielles.

### Calcul polynomial
Généralisation de la formule du binôme de Newton
{\displaystyle \left(\mathbf {x} +\mathbf {y} \right)^{\alpha }=\sum _{\beta \leq \alpha }{\alpha  \choose \beta }\,\mathbf {x} ^{\alpha -\beta }\mathbf {y} ^{\beta }}
On peut également donner une écriture compacte de la formule du multinôme
{\displaystyle \left(\sum _{i=1}^{n}{x_{i}}\right)^{k}=\sum _{|\alpha |=k}^{}{{\frac {k!}{\alpha !}}\,\mathbf {x} ^{\alpha }}}
Il est souvent utile de disposer de l'effet d'un opérateur différentiel sur un monôme
{\displaystyle \partial ^{i}x^{k}=\left\{{\begin{matrix}{\frac {k!}{(k-i)!}}x^{k-i}&{\hbox{si}}\,\,i\leq k\\0&{\hbox{sinon.}}\end{matrix}}\right.}

### Calcul infinitésimal
Généralisation de la formule de Leibniz pour deux fonctions numériques suffisamment régulières u, v
{\displaystyle \partial ^{\alpha }(uv)=\sum _{\nu \leq \alpha }^{}{{\alpha  \choose \nu }\partial ^{\nu }u\,\partial ^{\alpha -\nu }v}}
Il en découle une formule d'intégration par parties : pour des fonctions suffisamment régulières dont l'une au moins est à support compact il vient
{\displaystyle \int {u(\partial ^{\alpha }v)}\,dx=(-1)^{|\alpha |}\int {(\partial ^{\alpha }u)v\,dx}}
Formule qui est utile par exemple en distribution.
Écriture des différentes formules de Taylor: pour une fonction suffisamment régulière
{\displaystyle f(\mathbf {x} +\mathbf {h} )=\sum _{|\alpha |\leq n}{{\frac {\partial ^{\alpha }f(\mathbf {x} )}{|\alpha |!}}\mathbf {h} ^{\alpha }}+R_{n}(\mathbf {x} ,\mathbf {h} )}
où l'expression du dernier terme (reste) dépend de la formule utilisée. Par exemple pour la formule avec reste intégral il vient
{\displaystyle R_{n}(\mathbf {x} ,\mathbf {h} )=(n+1)\sum _{|\alpha |=n+1}{\frac {\mathbf {h} ^{\alpha }}{|\alpha |!}}\int _{0}^{1}(1-t)^{n}\partial ^{\alpha }f(\mathbf {x} +t\mathbf {h} )\,dt}